# Geiny Pájaro
Geiny Pájaro es una patinadora colombiana, campeona en la categoría de 500 metros femenino en los Juegos Panamericanos de Lima 2019.

## Carrera
Pájaro fue una de las deportistas más destacadas de la delegación colombiana en los Juegos Panamericanos de 2019 celebrados en la ciudad de Lima, al ganar una medalla dorada en la categoría de 500 metros y una de plata en la categoría de 300 metros contrarreloj.
En 19-mar-24 se reconoce la deportista por la noticia de intencionalidad en la lesión sufrida a otra competidora, donde Pájaro la empuja en medio de competencia y como resultado da una fractura el coxis